# Augustín Morales
Pour les articles homonymes, voir Morales.
Augustín Morales est un homme d'État bolivien né le 11 mars 1808 à La Paz et mort le 27 novembre 1872 dans la même ville. Il est président de la Bolivie de janvier 1871 à sa mort.